# Ectatosticta
Ectatosticta is een geslacht van spinnen uit de familie Hypochilidae.

## Soorten
Het geslacht kent de volgende soorten:
- Ectatosticta davidi (Simon, 1889)
- Ectatosticta deltshevi Platnick & Jäger, 2009